# Parc Natural de la Vall de Sorteny
Parc Natural de la Vall de Sorteny – obszar chroniony (park przyrody) o powierzchni 1080 ha utworzony w 1999 roku, znajdujący się w parafii Ordino, w północnej Andorze, przy granicy z Francją.
Od 2012 roku park jest jednym z obszarów wodno-błotnych o znaczeniu międzynarodowym objętych ochroną w ramach konwencji ramsarskiej, natomiast w 2020 roku stał się częścią Rezerwatu Biosfery Ordino i stanowi jego strefę centralną (ang. core area).

## Charakterystyka

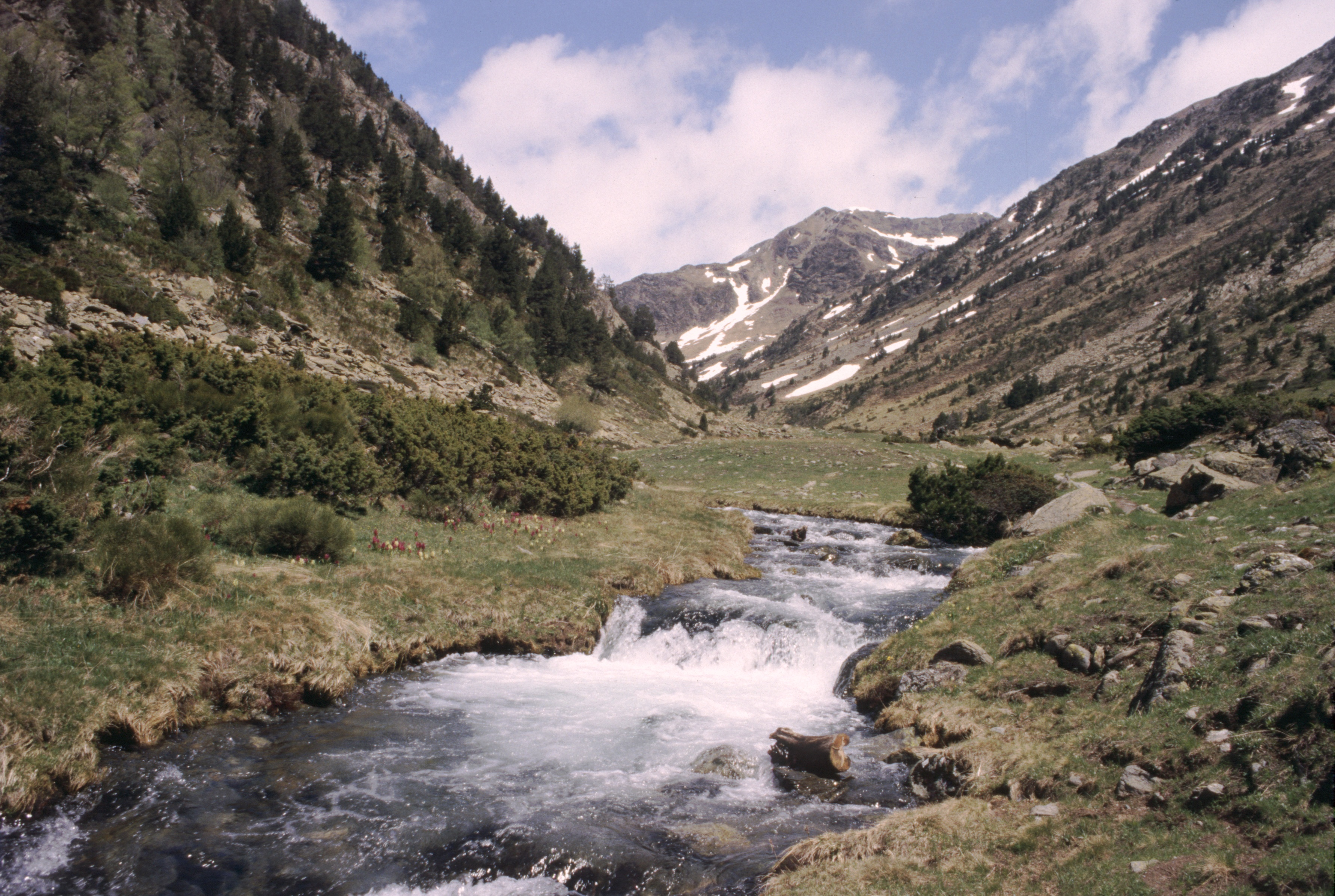
Dolina rzeki Sorteny w 1986 roku

Park obejmuje położoną w Pirenejach Wschodnich dolinę rzeki Sorteny oraz jej dopływów, wzdłuż których rozciągają się wysokogórskie tereny podmokłe – zmiennowilgotne łąki trzęślicowe, torfowiska wysokie i lasy bagienne, urozmaicone niewielkimi stawami i jeziorami polodowcowymi. Istnieją tu również siedliska takie jak ziołorośla górskie i nadrzeczne z wierzbą dwubarwną (Salix bicolor), górskie torfowiska zasadowe o charakterze młak, turzycowisk i mechowisk, bory bagienne, łąki alpejskie i subalpejskie (w tym łąki kośne), niewielkie wrzosowiska, a wysoko w górach piargi i turnie.
Obszar parku wznosi się na maksymalną wysokość 2915 m n.p.n., a najwyższym szczytem jest Pic de l’Estanyó. Znajdują się tu cztery kotły lodowcowe. Klimat parku charakteryzuje się wysokimi dobowymi i rocznymi amplitudami temperatury. Średnia roczna temperatura wynosi 5 °C, natomiast średnia roczna suma opadów wynosi ok. 1000 mm. Deszcze padają głównie wiosną i jesienią, zimą zaś opady występują w postaci śniegu.
Teren użytkowany jest turystycznie przez cały rok, a w okresie letnim na niewielką skalę prowadzona jest hodowla bydła i koni. Przez obszar parku przebiegają ścieżki dydaktyczne, działa tu także centrum informacji turystycznej oraz niewielki ogród botaniczny, w którym rosną przedstawiciele około 300 gatunków należących do flory alpejskiej i subalpejskiej.

### Fauna

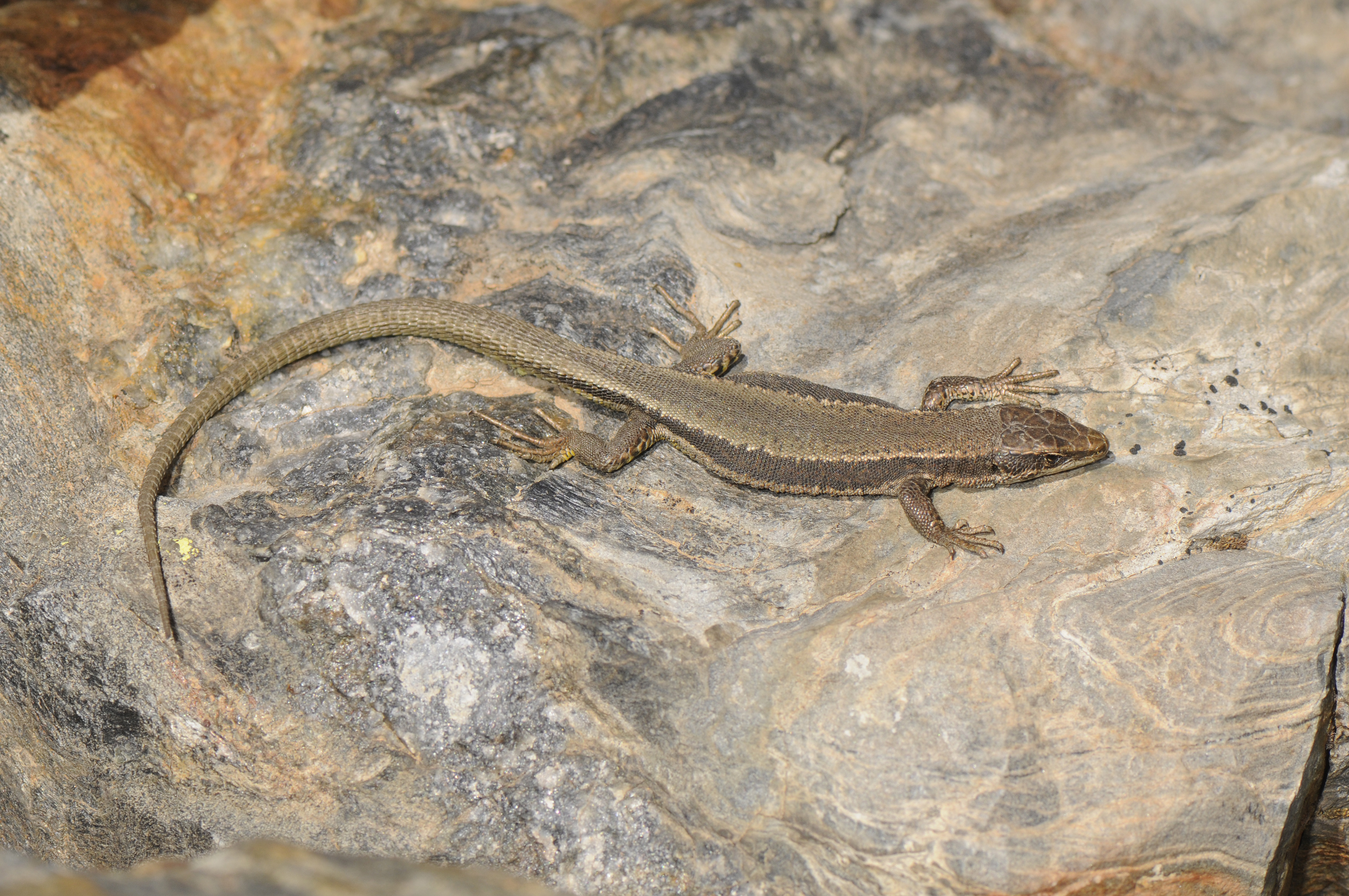
Endemiczna jaszczurka Iberolacerta aurelioi (2008)

Do płazów żyjących na terenie parku należą m.in. salamandra plamista (Salamandra salamandra), żaba trawna (Rana temporaria) i ropucha szara (Bufo bufo), gady reprezentują padalec zwyczajny (Anguis fragilis), Lacerta bilineata, murówka zwyczajna (Podarcis muralis), żmija żebrowana (Vipera aspis) i jaszczurka żyworodna (Zootoca vivipara), a promieniopłetwe – Salmo trutta oraz introdukowany pstrąg tęczowy (Oncorhynchus mykiss). Owady są stosunkowo słabo zbadane, jednak w dolinie występuje wiele gatunków motyli, w tym niepylak apollo (Parnassius apollo).
Parc Natural de la Vall de Sorteny stanowi najbardziej na wschód wysunięty obszar występowania jaszczurki Iberolacerta aurelioi będącej endemitem pirenejskim. Do grupy tej zalicza się również żyjącą tu traszkę pirenejską (Calotriton asper) oraz wychuchola pirenejskiego (Galemys pyrenaicus), ssaka z rodziny kretowatych, który jest gatunkiem zagrożonym wyginięciem.
Awifaunę parku reprezentuje ok. 60 gatunków, w tym m.in. pardwa górska (Lagopus muta), drozd obrożny (Turdus torquatus), pokląskwa (Saxicola rubetra), dzięcioł zielony (Picus viridis), głuszec (Tetrao urogallus) i kuropatwa (Perdix perdix subsp. hispaniensis), a także ptaki drapieżne – orzeł przedni (Aquila chrysaetos), gadożer (Circaetus gallicus), myszołów (Buteo buteo) i sęp płowy (Gyps fulvus). Do najliczniej występujących ssaków parzystokopytnych należą dzik (Sus scrofa), sarna (Capreolus capreolus) i kozica południowa (Rupicapra pyrenaica), innymi ssakami tu występującymi są żbik (Felis silvestris), kuna leśna (Martes martes) i gronostaj (Mustela erminea).

### Flora
Florę reprezentuje ponad 700 (lub nawet ponad 800) gatunków roślin naczyniowych, z których 50 to gatunki endemiczne. Występują tu m.in. rosiczka okrągłolistna (Drosera rotundifolia), gnieźnik sercowaty (Neottia cordata), wierzba lapońska (Salix lapponum) i wierzba Salix phylicifolia. W trakcie przeprowadzonych w 2012 roku badań miejscowej flory, wykazano obecność krytycznie zagrożonych na tym obszarze gatunków roślin, takich jak rozrzutka alpejska (Woodsia alpina), szarota Hoppego (Omalotheca hoppeana), trędownik pirenejski (Scrophularia pyrenaica), traganek zwisłokwiatowy (Astragalus penduliflorus), jaskier lodnikowy (Ranunculus glacialis) czy wierzba oszczepowata (Salix hastata). Zagrożonymi gatunkami występującymi wówczas na tym terenie były m.in. turzyca skalna (Carex rupestris), kostrzewa Festuca alpina, śniedek pirenejski (Ornithogalum pyrenaicum), zimowit jesienny (Colchicum autumnale), konwalia majowa (Convallaria majalis), niezapominajka alpejska (Myosotis alpestris), skalnica odgiętolistna (Saxifraga retusa), pięciornik Potentilla frigida i przetacznik Veronica nummularia.

## Galeria

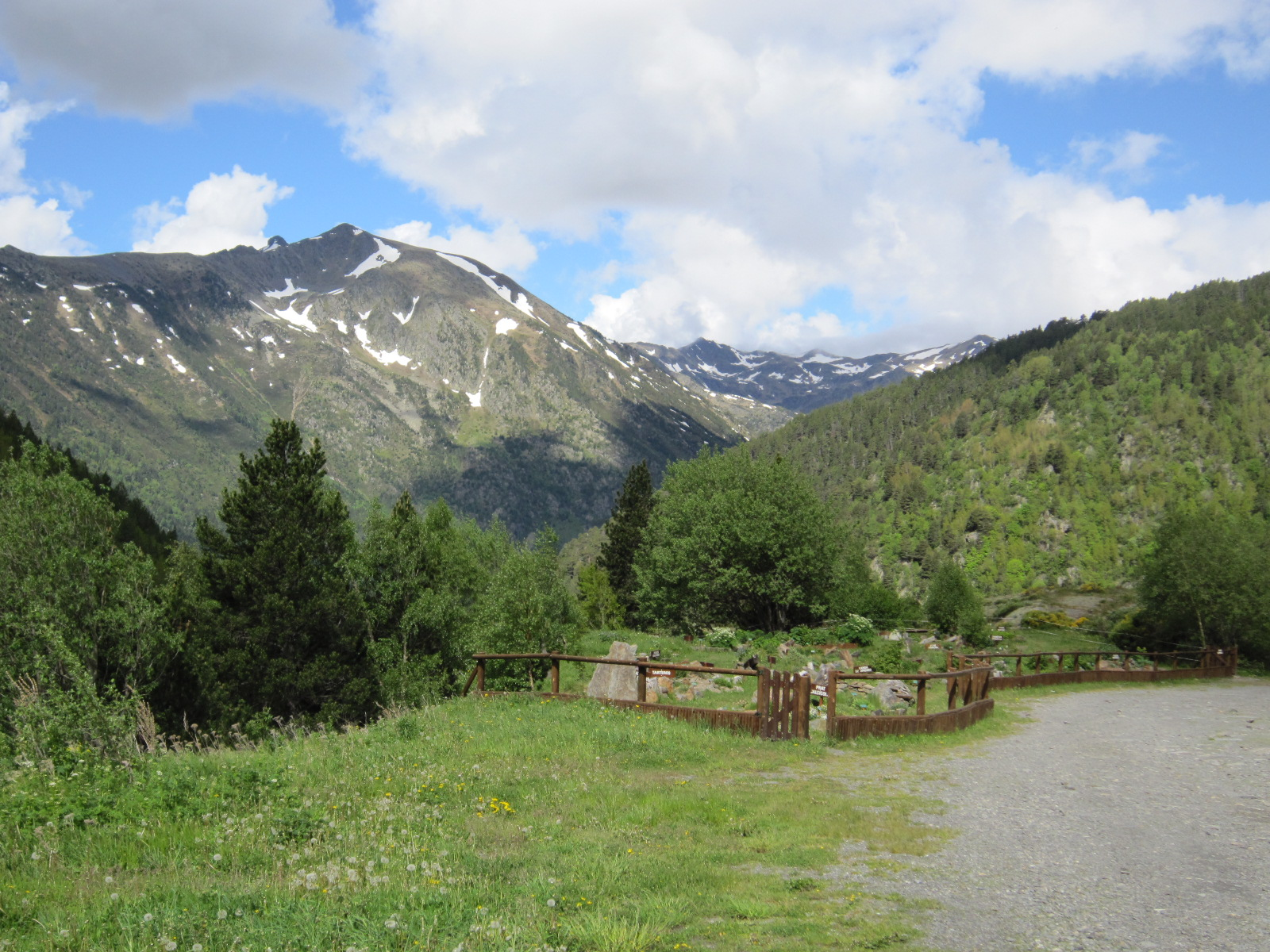
Ogród botaniczny na terenie parku (2010)
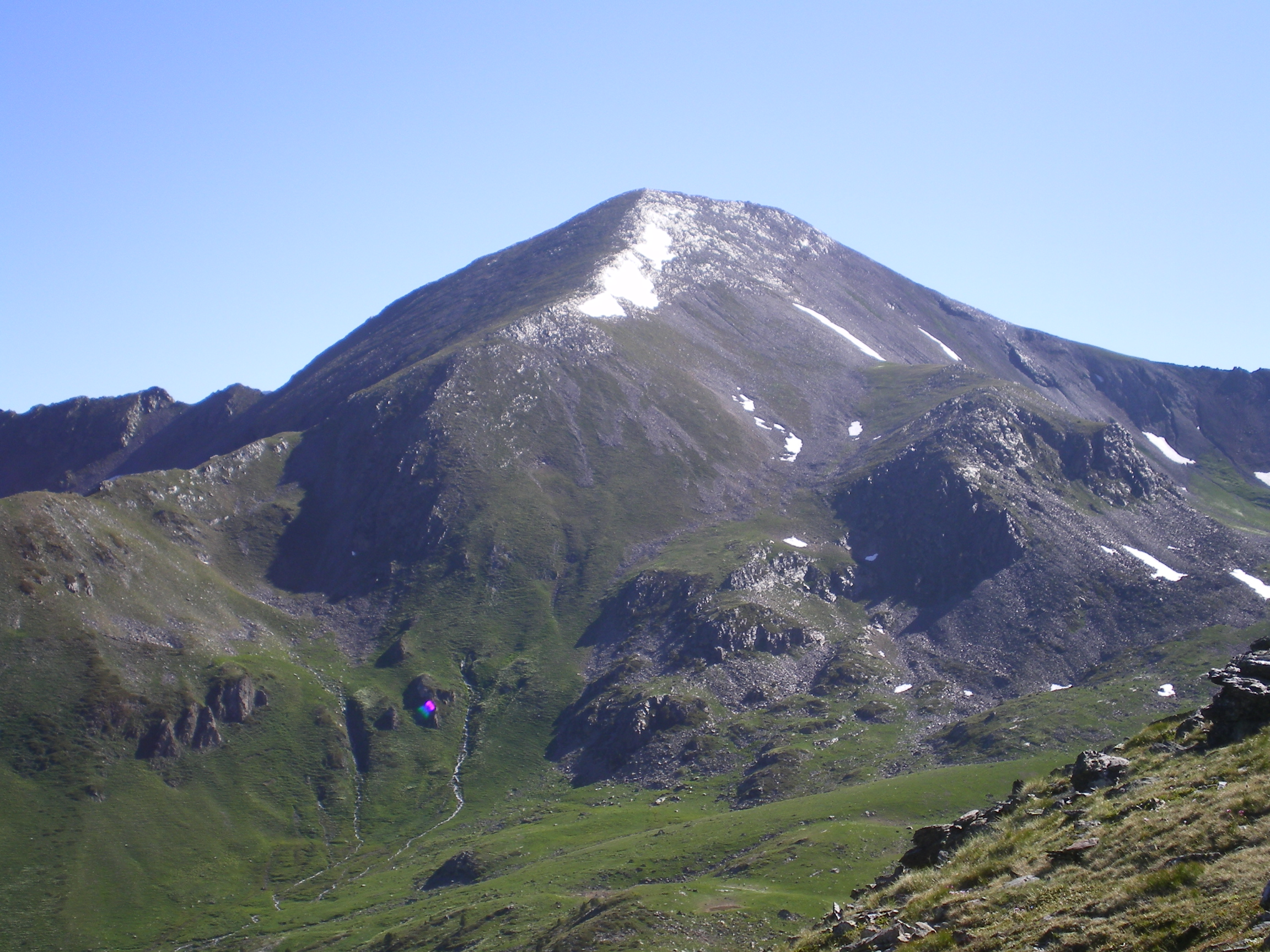
Szczyt Pic de la Serrera (2009)
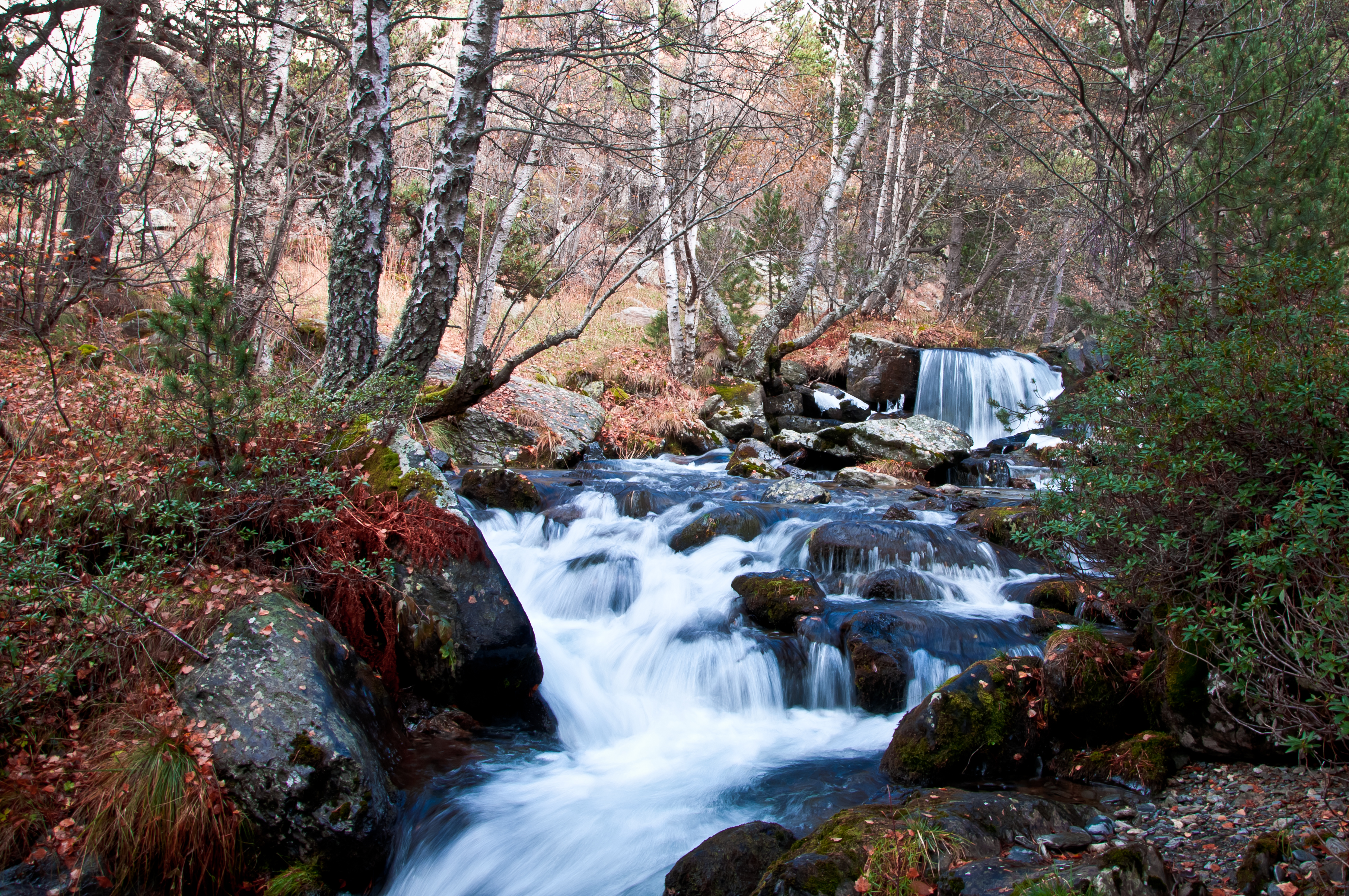
Rzeka Sorteny (2012)
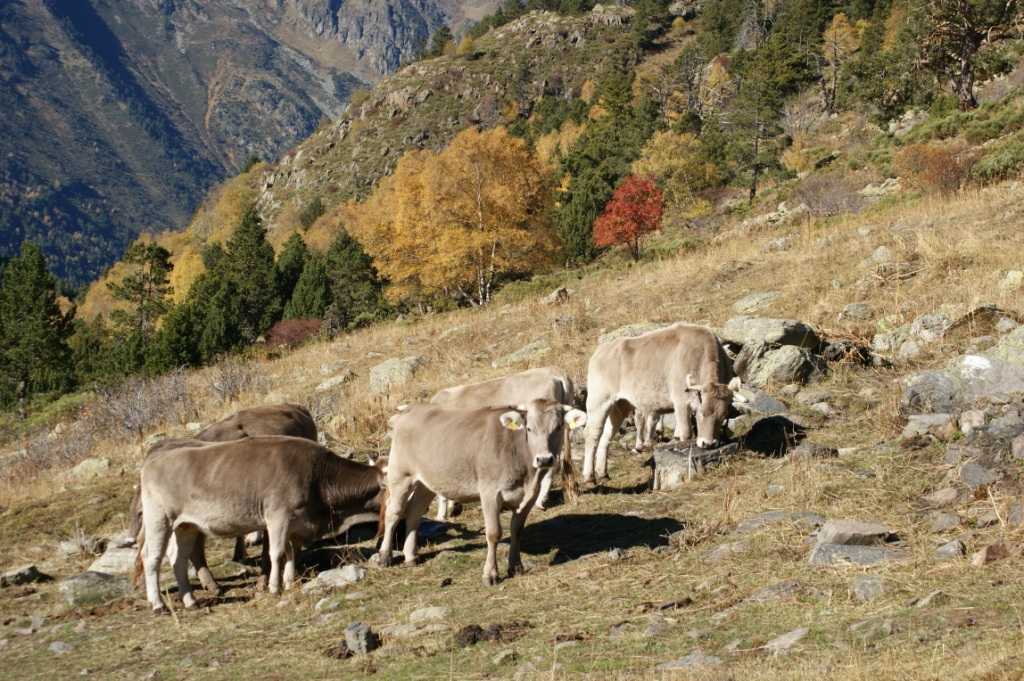
Pasące się bydło (2008)
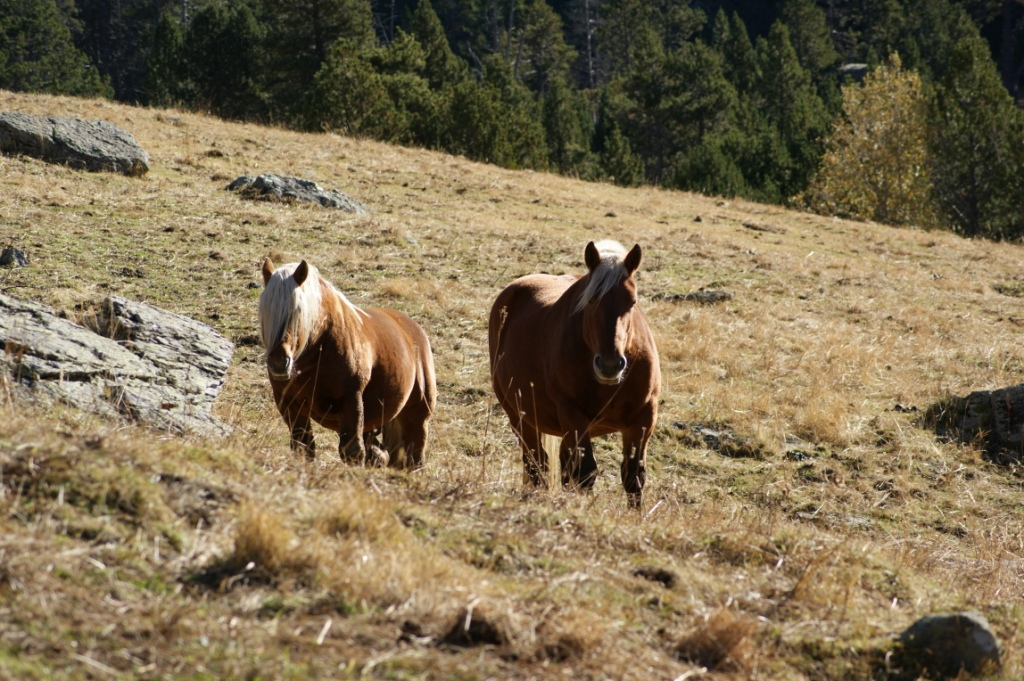
Pasące się konie (2008)